# Liste der Kulturdenkmäler in Worms-Kernstadt
In der Liste der Kulturdenkmäler in Worms sind alle Kulturdenkmäler im Kernbereich der rheinland-pfälzischen Stadt Worms (Stadtteile Stadtzentrum, Innenstadt Nord, Innenstadt Süd, Innenstadt Südwest, Innenstadt West und Karl-Marx-Siedlung) aufgeführt. Grundlage ist die Denkmalliste des Landes Rheinland-Pfalz (Stand: 1. Juni 2023).

## Denkmalzonen
| Bezeichnung                                                   | Lage | Baujahr                            | Beschreibung | Bild                           |
| ------------------------------------------------------------- | --- | ---------------------------------- | --- | ------------------------------ |
| Denkmalzone Albert-Schulte-Park                               | Bahnhofstraße Lage | erste Hälfte des 19. Jahrhunderts  | auch Alter Friedhof; in den 1960er Jahren zum Park umgestalteter Friedhof der ersten Hälfte des 19. Jahrhunderts; herausragende Grabdenkmäler: Ehepaar Althof († 1857 und 1869), antikisierende Grabstelen; Wilhelm Valckenberg († 1847), kubische Kalksteinstele; Peter Joseph Valckenberg († 1837), kubische Sandsteinstele; Dr. Georg Friedrich Renz († 1891), neuklassizistische Stele; Georg Johann Freiherr Schaeffer von Bernstein († 1838), Sandsteingrabplatte mit Eisenkreuz etc.; Catherine Nodes von Warburg († 1868), historisierende Sandsteinstele mit Kalksteinplatte; Grabkapelle Doerr und Reinhart, neugotischer Zentralbau; neuklassizistisches Denkmal für napoleonische Kriegsveteranen, 1848 von A. Boller; Kriegerdenkmal 1870/71, Germania | weitere Bilder Fotos hochladen |
| Denkmalzone Alzeyer Straße 55–61                              | Alzeyer Straße 55–61 (ungerade Nummern); Hammanstraße 2 Lage | 1905–10                            | anspruchsvolle historisierende Putzbauten mit Jugendstilmotiven, um 1905 bzw. gegen 1910 | Fotos hochladen                |
| Denkmalzone Alzeyer Straße/Mozartstraße/Richard-Wagner-Straße | Alzeyer Straße 116/118; Mozartstraße 1/3; Richard-Wagner-Straße 9/11 Lage | 1925                               | geschlossener, siedlungsmäßig angelegter Komplex, drei Doppelhäuser mit Walmdächern, 1925 fertiggestellt | Fotos hochladen                |
| Denkmalzone Bärengasse                                        | Bärengasse 2–16 und 5–19 Lage |                                    | barocke Handwerker- und Bauernhäuschen, im 19. Jahrhundert teilweise modernisiert | weitere Bilder Fotos hochladen |
| Denkmalzone Bärengasse/Berliner Ring                          | Bärengasse 25/27, 29/31; Berliner Ring 6 Lage | 1905–10                            | dreigeschossige historisierende Wohnhäuser, die jüngeren mit Jugendstilanklängen, um 1900 bzw. gegen 1910 | Fotos hochladen                |
| Denkmalzone Berliner Ring/Wallstraße                          | Berliner Ring 14–18; Wallstraße 31–35 Lage | um 1900                            | anspruchsvollere Mehrfamilienhäuser, im Mittelpunkt Gaststätte, um 1900 | Fotos hochladen                |
| Denkmalzone Dankwartplatz                                     | Dankwartplatz 1–8; Dankwartstraße 12/13; Gieselherstraße 1–17 Lage | erste Hälfte des 20. Jahrhunderts  | einheitlich gestaltete Reihenhäuser unter durchgehendem Satteldach, Nr. 1–7 (ungerade Nummern) bis 1916, Nr. 2–8 (gerade Nummern) gegen 1927 vollendet | Fotos hochladen                |
| Denkmalzone Dombezirk                                         | Domplatz ohne Nummer, Lutherring, Otto-Wels-Platz, Schlossgasse 5, 5a und 6, Schlossplatz 1, Stephansgasse 9 Lage | ab dem 11. Jahrhundert             | Die Denkmalzone dient „der Erhaltung der im Zeitraum von Jahrhunderten gewachsenen Strukturen im Umfeld des Domes, die trotz aller Veränderungen und Verluste aussagekräftig sind für die Geschichte und Entwicklung des Kaiserdoms und Bischofssitzes in Verbindung mit der bürgerlichen Reichsstadt.“ Sie umfasst: - das Einzeldenkmal Dom mit den Domplätzen und dem Bereich des ehemaligen Kreuzgangs, - die Denkmalzone Heylshof (Stephansgasse 9) mit dem Heylshofpark, - Denkmalzone Heyls-Schlösschen (Schlossplatz 1), - das Einzeldenkmal Brunnen auf dem Schlossplatz (Nachbildung des Nürnberger Rathausbrunnens), - Teile der Denkmalzone Stadtbefestigung (Lutherring) mit Graben. | BW                             |
| Denkmalzone Erenburger Straße/Hochheimer Straße               | Erenburger Straße 12–16, 21; Brucknerstraße 10; Hochheimer Straße 33–37 Lage | 1920er Jahre                       | stattliche Mehrfamilienhäuser mit Mansardwalmdächern und neuklassizistischen Motiven; gutes Beispiel für die Wohnraumbeschaffung zu Beginn der 1920er Jahre | Fotos hochladen                |
| Denkmalzone Fischmarkt                                        | Fischmarkt 12, 14, 16; Weiße Gasse 1 Lage | 18. und 19. Jahrhundert            | charakteristische Reste der Bebauung des Fischmarkts; eingeschossige Wohnbebauung des 18. und 19. Jahrhunderts; Straßenpflaster teilweise original | weitere Bilder Fotos hochladen |
| Denkmalzone Friedrich-Ebert-Straße                            | Friedrich-Ebert-Straße 56–66 (gerade Nummern) Lage | um 1910                            | anspruchsvolle dreigeschossige späthistoristische Zeilenwohnhäuser, um 1910 | Fotos hochladen                |
| Denkmalzone Gibichstraße                                      | Gibichstraße 1–17 (ungerade Nummern); Kyffhäuser Straße 4 Lage | 1908–1916                          | Siedlung für Arbeiter der Stadt Worms; symmetrisch angelegte, durch Rundbögen verbundene zweiteilige Einzel- und Doppelhäuser, 1908–1916 vom Stadtbauamt unter Georg Metzler geplant | Fotos hochladen                |
| Denkmalzone Heiliger Sand                                     | Willy-Brandt-Ring 21 Lage | erste Hälfte des 11. Jahrhunderts  | alter jüdischer Friedhof; ältester erhaltener jüdischer Friedhof in Europa mit über 2.000 in situ aufrecht stehenden Grabsteinen; das 16.127 m² große Areal wohl schon in der ersten Hälfte des 11. Jahrhunderts angelegt, um 1260 erweitert; Grabsteine ab 1076, spätmittelalterlich, frühneuzeitlich, 18. und 19. Jahrhundert bis 1930er Jahre | weitere Bilder Fotos hochladen |
| Denkmalzone Heylshof                                          | Stephansgasse 9 Lage | 1884                               | repräsentatives neubarockes Wohnschloss, 1884, Architekt Alfred Friedrich Bluntschli; Gartenanlage mit Rokokoputti und -skulpturen, Grottenanlage; Bronzerelief, 1960er Jahre von Gustav Nonnenmacher; Kellereingänge des barocken Bischofsschlosses, bezeichnet 1719; Büste Cornelius Heyl, 1877; Sandsteinumfassungsmauern mit Balusterbrüstung, schmiedeeiserne Tore; Spolien vom Dom, Fragmente von Gartenskulpturen; an der Nordwestseite der Gartenanlage Teilstück der mittelalterlichen Stadtmauer; Denkmalzone mit dem umgebenden Park | Fotos hochladen                |
| Denkmalzone Heyls-Schlößchen                                  | Schloßplatz 1 Lage | 1843                               | kleines Stadtpalais, 1843, repräsentativer klassizistischer Ausbau 1851, neubarocker Umbau mit Mansarddach 1905, Architekt Bruno Paul, nach Kriegszerstörung vereinfachte Wiederherstellung, Architekt Heiner Saxer; aufwendiges Familienwappen von Heyl, 1883 | weitere Bilder Fotos hochladen |
| Denkmalzone Hochheimer Straße 3–13                            | Hochheimer Straße 3–13 (ungerade Nummern) Lage | um 1905                            | Mietshauszeile mit anspruchsvollen dreigeschossigen sandsteingegliederten Putzbauten, Historismus/Jugendstil, um 1905 | Fotos hochladen                |
| Denkmalzone Hochheimer Straße 36–44                           | Hochheimer Straße 36–44 (gerade Nummern) Lage | gegen 1910                         | Komplex von fünf Zeilenwohnhäusern, sandsteingegliederte Putzbauten, gegen 1910 | Fotos hochladen                |
| Denkmalzone Judengasse                                        | Judengasse 2–42 und 3–43; Synagogenplatz 2, 4; Hintere Judengasse 6; Herta-Mansbacher-Anlage 6 und 22 Lage | zweite Hälfte des 14. Jahrhunderts | größter Teil des ehemaligen Wormser Judenviertels; mittelalterliche Keller, weitgehend ab der zweiten Hälfte des 14. Jahrhunderts; nach der Pfalzverwüstung 1689 weitgehender barocker Wiederaufbau im 18. Jahrhundert, teilweise mit älterer Substanz, nach den Zerstörungen von 1945 teilweise Wiederaufbau im Stil der 1950er Jahre, seit den 1970er Jahren Ergänzungen durch angepasste Neubauten; bauliche Gesamtanlage | Fotos hochladen                |
| Denkmalzone Kaiser-Heinrich-Platz                             | Kaiser-Heinrich-Platz 6, 8, 10; Heinrichstraße 2 Lage | gegen 1910                         | den Platz dominierender dreigeschossiger späthistoristischer Wohnhauskomplex, gegen 1910 | Fotos hochladen                |
| Denkmalzone Kämmererstraße                                    | Kämmererstraße 48–60 und 53–79; Martinspforte 1 Lage | vor 1689                           | im Kern barocke oder ältere Wohn- und Geschäftshäuser mit gründerzeitlichem Ladeneinbauten auf Kellern vor 1689; Nr. 48, 75, 54 gegen 1900; Nr. 60 „Alte Stadtapotheke“, historisierender Neubau, 1904; Nr. 56, 61, 71 und Torfahrt Nr. 73 barock; an Nr. 69 Giebelwand vor 1689 | Fotos hochladen                |
| Denkmalzone Karlsplatz                                        | Karlsplatz Lage | 1880–1930                          | Platzanlage mit den sie auf der Süd-, West- und Ostseite umgebenden öffentlichen anspruchsvollen Bauten: Wasserturm (Karlsplatz 1), Eleonoren-Gymnasium (Karlsplatz 3), Lutherkirche (Karlsplatz 5) und Finanzamt (Karlsplatz 6); öffentliches Zentrum der in den 1880er Jahren begonnenen westlichen Stadterweiterung, architektonisch die Baustile von 1880 bis Ende der 1920er Jahre spiegelnd | Fotos hochladen                |
| Denkmalzone Liebfrauenring                                    | Liebfrauenring 3–21 Lage | nach 1902                          | zwei in sich symmetrisch anlegte Zeilenbaukomplexe und Pfarrhaus (1900) der Liebfrauenkirche, historisierende und Jugendstilmotive, 1904/07 | Fotos hochladen                |
| Denkmalzone Lindenallee/Richard-Wagner-Straße                 | Lindenallee 2, 4/6, 8; Richard-Wagner-Straße 45 und 47; Alzeyer Straße 148 und 150 Lage | 1925                               | Siedlung für gehobenere Mitarbeiter der Lederfabrik Heyl; Heimatstilbauten mit klassizistischen Einflüssen, 1925 | BW                             |
| Denkmalzone Mähgasse                                          | Mähgasse 1–5 und 2–12; Predigergasse 2; St.-Rupert-Straße 1 Lage | 18. und frühes 19. Jahrhundert     | recht stattliche Wohnhäuser, 18. und frühes 19. Jahrhundert, Nr. 12 im Erdgeschoss mit Rundbögen des 17. Jahrhunderts | Fotos hochladen                |
| Denkmalzone Mozartstraße/Röderstraße                          | Mozartstraße 11–19 und 14–20; Röderstraße 9, 11 und 15 Lage | 1905–14                            | repräsentative Villen und villenartige, teilweise zwei- und dreiteilige Wohnhäuser mit Landhausstil- und Jugendstilmotiven, 1905–14 | BW                             |
| Denkmalzone Neumarkt                                          | Neumarkt 1, 3, 5, 7 und 9; Andreasstraße 2 und 4; Dotzingergasse Lage | 18. Jahrhundert                    | mehrere Wohnhäuser des gehobenen Bürgertums, 18. Jahrhundert, Umbauten zu Geschäftshäusern ab dem späten 19. Jahrhundert; Nr. 7 Spätbarock/Klassizismus, gegen 1800; Nr. 9 barocke Reste, zusammen mit Nr. 3 und 5 kurze Zeile typischer kleiner Geschäftshäuser; Nr. 4 neubarocke Motive | Fotos hochladen                |
| Denkmalzone Nordanlage                                        | Nordanlage 1, 3, 7; Berliner Ring 4; Bärengasse 23 Lage | 1920er Jahre                       | Wohnkomplex für Eisenbahner, dreigeschossige Mansarddachbauten mit polygonalen Eckerkern, 1920er Jahre | Fotos hochladen                |
| Denkmalzone Siedlung Nordendstraße                            | Radgrubenweg 6–28; Birkenweg 16–31; Nordenstraße 1–19; Erlenstraße 15–29 Lage | 1924                               | einzige erhaltene Barackensiedlung, eingeschossige Reihenhäuser mit Flachdächern, Vor- und Nutzgärten, 1924, Anfang der 1930er Jahre erweitert | weitere Bilder Fotos hochladen |
| Denkmalzone Rheintorplatz                                     | Rheintorplatz 1, 3; Rheinstraße 29a Lage | ab 1890                            | dreiseitiger Komplex zwei- und dreigeschossiger Wohn- und Geschäftshäuser, Historisismus/Jugendstil, ab 1890 | Fotos hochladen                |
| Denkmalzone Römerstraße                                       | Römerstraße 72–80; Paulusstraße 1 Lage | 17. und 18. Jahrhundert            | Wohnhäuser des 17. und 18. Jahrhunderts mit Friedrichskirche (Nr. 78) und dem einzigen Renaissancehaus der Stadt (Roten Hauses, Nr. 76), Nr. 80 die ehemalige reformierte Schule, um 1740, Paulusstraße 1 eines der wenigen klassizistischen Anwesen, um 1850 | Fotos hochladen                |
| Denkmalzone Sebastian-Münster-Straße                          | Sebastian-Münster-Straße 1–37; Alzeyer Straße 67 Lage | 1905–10                            | geschlossenes, gepflegtes Straßenbild mit zwei- und dreiteiligen Einfamilienhäusern, Jugendstil, 1905–10 | weitere Bilder Fotos hochladen |
| Denkmalzone Seidenbenderstraße/Kantstraße/Hegelstraße         | Seidenbenderstraße 51, 53 und 55; Kantstraße 2, 4 und 6; Hegelstraße 1, 3 und 5 Lage | 1925                               | Siedlung für städtische und Reichsfinanzbeamte; fünf zweigeschossige Mietshäuser, 1925, Architekt Georg Metzler | Fotos hochladen                |
| Denkmalzone Siedlung Bennigsenstraße                          | Bennigsenstraße 16–38 (gerade Nummern) Lage | 1929                               | fünf symmetrisch aufgebaute Hauskomplexe, Heimatstil mit Anklängen an den Bauhausstil, 1929 von der Gemeinnützigen Baugenossenschaft „Kriegssiedlung Reichsbund Worms“ | Fotos hochladen                |
| Denkmalzone Siedlung Kiautschau                               | Alicestraße 2–44 und 5, 17–43; Bebelstraße 1; Benediktinerstraße 5–29 und 6–25; Glockengießerstraße 7–15 und 12–24; Mönchstraße 1-4; Neuhauser Weg 1–31 und 2–34; Nonnenstraße 1–4; Rößlinstraße 1-28; Schützenstraße 4–13 Lage | 1895–1913                          | Arbeitersiedlung mit eineinhalbgeschossigen Krüppelwalmdachbauten mit Vorgärten und rückwärtigen Nutzgärten, 1895–1913, Architekt Karl Hofmann | weitere Bilder Fotos hochladen |
| Denkmalzone Siedlung Mainzer Straße                           | Mainzer Straße 61–77; Radgrubenweg 1–5; Große Weide 1–7, 9 und 11; Erlenstraße 1–14; Birkenweg 14 Lage | Ende der 1920er Jahre bis 1933     | Siedlungskomplex mit Arbeiterwohnhäusern, zwei- und dreigeschossige Wohnblöcke mit Ladengeschäften in barocken Proportionen mit Bauskulptur, Ende der 1920er Jahre bis 1933, Architekt Stadtbaumeister Georg Metzler | weitere Bilder Fotos hochladen |
| Denkmalzone Siegfriedstraße                                   | Siegfriedstraße 7–11 und 10–18; Goethestraße 1; Karmeliterstraße 14; Wielandstraße 1 Lage | um 1880/90                         | Villen und gehobene Mehrfamilienhäuser aus der Zeit um 1880 mit Neurenaissancemotiven (Nr. 16 und 18) und um 1890; Nr. 7–13 einheitliches Bild durch bauzeitliche Gartenmauern mit Gittern | BW                             |
| Denkmalzone Stadtbefestigung                                  | Adenauerring 8–16, Große Affengasse 5 und 10, Bärengasse 34/Nordanlage (Ostseite), Hagenstraße 50, 52, Haspelgasse 2, 4, 6, 8, 10 und 14, Herta-Mansbacher-Anlage 6/Judengasse 13, Herta-Mansbacher-Anlage 22/Judengasse 37, Judengasse 3, 13, 17, 21, 23, 25 und 35, 41, 43 und 59, Luginsland 4, 6, 22 und 24, Martinsgasse 23–35, Martinspforte 1, Paulusstraße 29, Pfauenpforte 9, Pfauentorstraße 3, 7 und 9, Rheinstraße 27A, 34 und 36, Valckenberstraße 34, Weihergasse 9, Weißegasse 8, Wallstraße 60 und 62, Woogstraße 21 und 23 |                                    | Stadtbefestigung von der Römerzeit bis zur Neuzeit: - von der wohl römischen Mauer Rest nordwestlich des Doms in der mittelalterlichen Stadtmauer erhalten - von der hoch- und spätmittelalterlichen Stadtmauer mit Graben und 26 Türmen, um 900 bis 1200, beachtliche Teile erhalten; Wiederherstellung nach erheblichen Zerstörungen (1689) - größere Mauerpartien erhalten im Bereich Nordanlage, Judengasse/Herta-Mansbacher-Anlage, Martinsgasse, im Lutherring, hinter dem Dom, im Andreasring, am Torturmplatz, in der Haspelgasse und Rheintorgasse; Andreastor (1907) und Raschitor (1907/08) ergänzt; in der nördlichen Stadtmauer Scharfrichterturm und Ziegelturm, beide staufisch; der westlichen Stadtmauer vorgelagert Stumpf des Krämer- oder Neidturms (1424); in der südlichen Stadtmauer Andreastor (1907) mit mittelalterlichen Spolien, vom Christoffelturm mittelalterliche Untergeschosse (obere geschosse Rekonstruktion der 1920er Jahre) sowie Außenmauern des Bindturms; in der östlichen Stadtmauer folgende Türme bzw. Turmreste erhalten: Schmitturm, Torturm (1283 erstmals genannt), Fischer- oder Lutherpförtchen (1907 wiederhergestellt), staufischer Bürgerturm, Fundament und Stumpf des spätstaufischen Mayfels (um 1200) sowie gotisches Rheinpförtchen - Stadtgraben in den 1920er Jahren von Gartendirektor Johannes (Hanns) Thierolf als Ringanlage gestaltet - von der 1689 zerstörten, anschließend abgetragenen hochmittelalterlichen Ummauerung der Vorstädte mit zahlreichen Türmen, Pforten und Bastionen, Mitte des 17. Jahrhunderts durch zehn Bastionen und Wallanlagen mit Graben verstärkt, nur geringe Reste erhalten: „Liebfrauenbuckel“ im Liebfrauenring; vom äußeren Stadtgraben von Brunhildenbrücke bis Cornelius-Heyl-Straße/Hochstraße/Neusatz (heute Bahngraben); an der Alzeyer Brücke Reste der äußeren Andreaspforte, anschließendes Stück des Walls seit der zweiten Hälfte des 18. Jahrhunderts Erweiterung des jüdischen Friedhofs | weitere Bilder Fotos hochladen |
| Denkmalzone Ulrich-von-Hutten-Straße/Köhlerstraße             | Ulrich-von-Hutten-Straße 1–13 (ungerade Nummern); Köhlerstraße 1–9 (ungerade Nummern) Lage | um 1905                            | repräsentative Zeilenwohnhäuser (Ulrich-von-Hutten-Straße) bzw. einzeln stehende Mehrfamilienhäuser (Köhlerstraße), Historismus/Jugendstil, um 1905; Ulrich-von-Hutten-Straße 3 mit Fachwerkelementen niedersächsischer Art | BW                             |
| Denkmalzone Wasserturmstraße                                  | Wasserturmstraße 1–15 und 2–20; Gewerbeschulstraße 4–30; Friedrich-Ebert-Straße 11–33 und 14–36; Dirolfstraße 8–42; Seidenbenderstraße 9–33 und 12–22; Burkhardstraße 7a, 9–27 und 10–12; Noltzstraße 1–9 und 2a, 2–14; Zornstraße 1–17 und 6–18; Gutenbergstraße 1, 15 und 17 Lage | Ende des 19. Jahrhunderts          | von Stadtbaumeister Karl Hofmann geplantes Stadterweiterungsgebiet mit mehrgeschossigen (Zeilen-)Wohnhäusern des Historismus und Jugendstils, Ende des 19. Jahrhunderts | Fotos hochladen                |
| Denkmalzone Wilhelm-Leuschner-Straße                          | Wilhelm-Leuschner-Straße 4-14 Lage | 1850–1890                          | dreigeschossige gründerzeitliche Geschäftshäuser, vorwiegend neuklassizistisch (Nr. 9, 12, 14) und neubarock, zwischen 1850 und 1890 | Fotos hochladen                |
| Denkmalzone Wollstraße                                        | Wollstraße 26, 28, 30, 32; Kleine Wollgasse 1 und 3 Lage | 18. Jahrhundert                    | charakteristische Handwerksbetriebe (Nr. 3) und Hofanlagen (Nr. 1, 26 und 28) des 18. Jahrhunderts (Nr. 30 und 32 stark verändert) | BW                             |

## Einzeldenkmale
| Bezeichnung                                          | Lage | Baujahr                             | Beschreibung | Bild                           |
| ---------------------------------------------------- | --- | ----------------------------------- | --- | ------------------------------ |
| 118er Denkmal                                        | Adenauerring Lage | 1932                                | Kriegerdenkmal des Großherzoglich-Hessischen Infanterieregiments 118; Stein, fünf Soldaten auf Sockel, 1932 von Paul Birr | weitere Bilder Fotos hochladen |
| Verwaltungsgebäude                                   | Adenauerring 1 Lage | 1912                                | ehemalige Sparkasse; neubarocker Sandsteinquaderbau, Jugendstil-Motive, Mansardwalmdach mit Zwerchhauszeile, 1912, Architekt Georg Metzler, Worms | Fotos hochladen                |
| Wohnhaus                                             | Adenauerring 6 Lage | um 1890                             | stattliches Wohnhaus, dreigeschossiger Klinkerbau, Neurenaissance, um 1890 | Fotos hochladen                |
| Wohnhaus                                             | Alzeyer Straße 26 Lage | nach 1900                           | dreigeschossiges Jugendstil-Wohnhaus, bald nach 1900 | Fotos hochladen                |
| Wohnhaus                                             | Alzeyer Straße 46/48 Lage                                                                                                   | gegen 1905                          | repräsentatives Jugendstil-Doppelwohnhaus mit historisierenden Anklängen, gegen 1905 | Fotos hochladen                |
| Wohnhaus                                             | Alzeyer Straße 57 Lage | 1904                                | Reihenwohnhaus, 1904, Architekt Hermann Haldenwang | Fotos hochladen                |
| Städtischer Schlachthof                              | Am alten Schlachthof 1, Vangionenstraße 5a–c Lage                                                                           | 1912                                | ehemaliger städtischer Schlachthof; großflächige Anlage aus Einzelgebäuden, Jugendstil, bezeichnet 1912, Architekt Georg Metzler; bauliche Gesamtanlage samt Freiflächen und Umfriedung - Nr. 5a: Arbeiterwohnhaus; sandsteingegliederter Putzbau, im Vorgarten Skulpturen des ehemaligen Eingangsbereichs; - Am alten Schlachthof 1: Verbindungshalle: Betonbau mit offenem Dachstuhl, Eisenkonstruktion mit Lichtaufsatz; Kühlhäuser; Werkstattgebäude unter Dach mit Attikageschoss; Wasserturm mit abgesetztem Dachhelm; Abriss der Gebäudeteile östlich der Verbindungshalle im Jahr 2014: Schlachthallen und Kühlhäuser; eingeschossige Pavillons, Ställe, Gebäude zur Bearbeitung der Häute, Kuttelei mit Vorhalle; zwei eingeschossige Werkstatt- und Verwaltungsgebäude | Fotos hochladen                |
| Gelderhaus und Wachthaus                             | Am Rhein Lage | 1855                                | eingeschossige Putzbauten, 1855 | Fotos hochladen                |
| Pegelhäuschen                                        | Am Rhein Lage | 1920er Jahre                        | turmartiger Rundbau mit Kegeldach, Ende der 1920er Jahre | weitere Bilder Fotos hochladen |
| Hagendenkmal                                         | Am Rhein Lage | 1906                                | Galvanoplastik, 1906, Bildhauer Johannes Hirt, auf Fundament des alten städtischen Rheinkrans; in der Ufermauer Renaissance-Baumeisterinschrift, bezeichnet 1590 | weitere Bilder Fotos hochladen |
| Kolbs Biergarten                                     | Am Rhein 1 Lage | 1724                                | barocker Krüppelwalmdachbau, (modern) bezeichnet 1724, rheinseitige Anbauten, um 1870 | Fotos hochladen                |
| Stadtmauer                                           | Andreasring Lage |                                     | südliche Stadtmauer zwischen Luginsland 22 und Valckenbergstraße weitgehend ungestört erhalten, Fischgrätmuster, Schießscharten und Zinnen; 1907 das Andreastor mit hoher spitzbogiger Durchfahrt und dekorativ eingemauerten Spolien zwischen Weckerlingplatz 14 und Andreasstift eingesetzt | weitere Bilder Fotos hochladen |
| Bahnpost                                             | Bahnhofstraße 3/5 Lage | ab 1903                             | neuromanisch mit Jugendstil-Motiven, ab 1903; nach Kriegsschäden vereinfacht wiederaufgebaut | Fotos hochladen                |
| Hauptbahnhof                                         | Bahnhofstraße 7, 9, 11 Lage                                                                                                 |                                     | langgestreckte neuromanische Gebäudegruppe, Jugendstil- und Heimatstil-Motive, 1903, Architekt Fritz Klingholz | weitere Bilder Fotos hochladen |
| Wohn- und Geschäftshaus                              | Bahnhofstraße 30, Siegfriedstraße 31 Lage                                                                                   | ab 1958                             | fünfgeschossiges Wohn- und Geschäftshaus mit Flachdach, plattenverkleideter Vorbau im 1. bis 4. Obergeschoss, ab 1958, Architekt Hans Bössler, Worms; stadtbildprägend | Fotos hochladen                |
| Ernst-Ludwig-Schule                                  | Barbarossaplatz 1 und 3, Gießenstraße 1 Lage                                                                                | 1905                                | ehemaliges Altsprachliches (Humanistisches) Gymnasium; mit Direktorenhaus und Hausmeisterhaus; Nr. 1: Schule, repräsentativer Neuranissancebau auf L-förmigem Grundriss mit Turm; Nr. 3: landhausartiges Direktorenwohnhaus; Gießenstraße 1: historisierendes eingeschossiges Hausmeisterhaus; 1905, Architekten Karl Hofmann und Regierungsbaumeister Beer | Fotos hochladen                |
| Wohnhäuser                                           | Bärengasse 5/7 Lage | vor 1689                            | barocke Wohnhäuser, im Kern vor 1689, Nr. 5 mit gotischem Fenster und Türgewänderest | Fotos hochladen                |
| Gaststätte Hamburger Tor                             | Bärengasse 19 Lage | um 1890                             | dreigeschossiges neuklassizistisches Eckwohnhaus, um 1890 | Fotos hochladen                |
| Stadtmauer                                           | Bärengasse, in Nr. 34 Lage                                                                                                  |                                     | Teilstück der hochmittelalterlichen Stadtmauer | BW                             |
| Gaststätte                                           | Bebelstraße 3 Lage | gegen 1900                          | landhausartiger Putzbau, historistische und Jugendstil-Motive, gegen 1900 | Fotos hochladen                |
| Evangelische Lukaskirche                             | Bensheimer Straße 15 Lage                                                                                                   | 1950                                | Saalbau mit gemauerter Giebelfassade und vorspringendem Eckturm, 1950, Architekten Otto Bartning und Philipp Hotz | weitere Bilder Fotos hochladen |
| Burkhardhaus                                         | Berggartenstraße 3 Lage | 1908                                | Altersheim; mächtiger kalksteingegliederter Putzbau, neubarocke und Jugendstil-Motive, 1908 | Fotos hochladen                |
| Wohnhaus                                             | Berggartenstraße 6 Lage | nach 1900                           | dreigeschossiges Wohnhaus, spätgründerzeitlicher Klinkerbau, Jugendstil-Masken, bald nach 1900 | Fotos hochladen                |
| Wohnhaus                                             | Bleichstraße 1 Lage | 1903                                | dreigeschossiges Wohnhaus, ziegel- und sandsteingegliederter Putzbau, bezeichnet 1903 | Fotos hochladen                |
| Wohnhaus                                             | Burkhardstraße 7a Lage | nach 1900                           | dreigeschossiges späthistoristisches Zeilenwohnhaus, bald nach 1900 | weitere Bilder Fotos hochladen |
| Wohnhaus                                             | Burkhardstraße 29 Lage |                                     | dreigeschossiges Wohnhaus, anspruchsvoller Klinkerbau, neugotische und Jugendstil-Motive, bezeichnet 1899 | Fotos hochladen                |
| Jugendherberge                                       | Dechaneigasse 1 Lage | 1956                                | langgestreckter Krüppelwalmdachbau, 1956; Rokokoportal, 18. Jahrhundert | Fotos hochladen                |
| Evangelische Magnuskirche                            | Dechaneigasse 3 Lage | gegen 800                           | dreischiffige Basilika (im Kern Saalbau, gegen 800, davon die östlichen zwei Drittel der Nord- und Südmittelschiffwand bis Obergaden erhalten), Erweiterungen um 950, gegen 1050 (Chor-Vergrößerung, Südseitenschiff), gegen 1200 (Verlängerung von Mittel- und südlichem Seitenschiff), um 1400 (Chorraum, Nordseitenschiff), 1689 beschädigt, bis 1756 barock wiederhergestellt, nach Kriegszerstörung 1952/53 wiederhergestellt | weitere Bilder Fotos hochladen |
| Katholischer Dom St. Peter                           | Domplatz 1; Schloßgasse 6 Lage                                                                                              | 1005                                | spätromanische doppelchörige dreischiffige Basilika mit Querhaus, Vierungsturm und vier Ecktürmen, Kapellen- und Sakristeianbauten; Ostchor, Querhaus und Langhaus auf den Grundmauern des 1005 begonnenen spätottonischen Burcharddoms, in den Westtürmen aufgehendes Mauerwerk desselben; Ostteile 1130–45, Langhausjoche zwei bis fünf 1160–70, Westchor gegen 1200 vollendet; hochgotische Nikolauskapelle, etwa 1280–1315; gotisches Südportal, bald nach 1300; Annen- und Georgskapelle, kurz nach 1300; hochgotische Heiligkreuzkapelle bzw. Silberkammer, Ende des 13. Jahrhunderts; spätgotische Ägidien- oder Marienkapelle, zweite Hälfte des 15. Jahrhunderts; südliches Kreuzgangportal (Schloßgasse 6), spätromanisches Stufenportal, Ende des 12. Jahrhunderts; Ausstattung; südlich des Domes im „Haus am Dom“ Reste einer Piscina in frühchristlich-frühmittelalterlicher Tradition; vor dem Westchor „Siegfriedstein“, Kalksteinblock; Spolien im Garten (ehemaliger Kreuzgang): romanische Bauskulptur; in der Umfassungsmauer am Platz der Partnerschaft Sandsteinreliefs, 1930er Jahre | weitere Bilder Fotos hochladen |
| Wohnhaus                                             | Dirolfstraße 5 Lage | um 1905                             | historistisches Zeilenwohnhaus, um 1905 | Fotos hochladen                |
| Wohnhaus                                             | Dirolfstraße 7 Lage | gegen 1925                          | villenartiges Wohnhaus, Jugendstil-Motive, gegen 1925, Architekt Johannes Müller, Umfriedung teilweise erhalten | Fotos hochladen                |
| Wohnhaus                                             | Dirolfstraße 15 Lage | um 1910                             | Jugendstil-Wohnhaus, um 1910 | Fotos hochladen                |
| Wohnhaus                                             | Dirolfstraße 25; Wasserturmstraße 22 Lage                                                                                   | gegen 1925                          | repräsentatives Jugendstil-Eckwohnhaus, gegen 1925, Architekt Johannes Müller | Fotos hochladen                |
| Wohnhaus                                             | Dirolfstraße 26/28 Lage | nach 1900                           | viergeschossiges Wohnhaus, Ziegelbau auf Sandstein-Bruchsteingeschoss, bald nach 1900 | Fotos hochladen                |
| Wohnhaus                                             | Dirolfstraße 27/29 Lage | um 1910                             | viergeschossiges Jugendstil-Doppelhaus, um 1910 | Fotos hochladen                |
| Villa Döß                                            | Donnersbergstraße 15 Lage                                                                                                   | 1931/32                             | werksteingegliederter Flachdachbau im Stil des Neuen Bauens, 1931/32, Architekt Johannes Müller | Fotos hochladen                |
| Wohnhaus                                             | Erenburger Straße 14/16 Lage                                                                                                | 1927                                | Mehrfamilienwohnhaus, Heimatstil, 1927, Hochbauamt Stadt Worms | Fotos hochladen                |
| Militärlazarett                                      | Erenburger Straße 33 Lage                                                                                                   | 1896/97                             | ehemaliges Militärlazarett des Großherzoglich Hessischen 118er Regiments, jetzt Hochschule Worms; zwei sandsteingegliederte Ziegelbauten, Neurenaissance-Motive, Reminiszenzen an den „Nibelungenstil“, 1896/97, Garnisons-Bauinspektor Schild, Darmstadt; bauliche Gesamtanlage | Fotos hochladen                |
| Wohn- und Geschäftshaus                              | Friedrich-Ebert-Straße 2 Lage                                                                                               | nach 1900                           | dreigeschossiges Wohn- und Geschäftshaus, anspruchsvoller Gründerzeitbau, Jugendstil-Motive, bald nach 1900 | Fotos hochladen                |
| Wohnhaus                                             | Friedrich-Ebert-Straße 10 Lage                                                                                              | 1902                                | dreigeschossiges kalksteinquaderverblendetes Wohnhaus, bezeichnet 1902, Architekt Hendrichs | Fotos hochladen                |
| Wohn- und Geschäftshaus                              | Friedrich-Ebert-Straße 102 Lage                                                                                             | um 1905                             | dominantes Wohn- und Geschäftshaus, historisierender Putzbau, Eckturm mit Kuppelhaube, um 1905 | Fotos hochladen                |
| Portal                                               | Friedrichstraße, an Nr. 10 Lage                                                                                             | 18. Jahrhundert                     | reiches barockes Oberlichtportal, 18. Jahrhundert | Fotos hochladen                |
| Küchler-Haus                                         | Friesenstraße 38/40 Lage | 1901                                | dreigeschossiges Doppelhaus, Neurenaissance, bezeichnet 1901 | weitere Bilder Fotos hochladen |
| Gaststätte Gautor                                    | Gaustraße 52, Oppenheimer Straße 2 Lage                                                                                     | gegen 1900                          | Nr. 52 Gaststätte „Gautor“; dreigeschossiges historisierendes Eckhaus, viergeschossiger Turm; Nr. 2 dreigeschossiges neugotisches Wohnhaus; beide gegen 1900 | Fotos hochladen                |
| Villa                                                | Gewerbeschulstraße 1 Lage                                                                                                   | um 1910                             | Jugendstil-Villa mit Walmdach, klassizistische Motive, um 1910 | Fotos hochladen                |
| Wohnhaus                                             | Gewerbeschulstraße 16/18 Lage                                                                                               | 1903                                | dreigeschossiges Doppelhaus, bezeichnet 1903, Architekt Hermann Haldenwang | Fotos hochladen                |
| Gewerbeschule                                        | Gewerbeschulstraße 20 Lage                                                                                                  | 1886/87                             | aufwendiger Ziegelbau mit Putzflächen, Neurenaissance, 1886/87, Architekt Karl Hofmann, Erweiterung 1902/03 | Fotos hochladen                |
| Wohnhaus                                             | Gewerbeschulstraße 25 Lage                                                                                                  | um 1890                             | späthistoristisches Eckwohnhaus, um 1890 | Fotos hochladen                |
| Karmeliter-Realschule                                | Goethestraße 10a Lage | 1879                                | ehemaliges altsprachliches Gymnasium und Oberrealschule; dreigeschossiger neuklassizistischer Repräsentativbau, 1879, Architekt Ludwig Euler | Fotos hochladen                |
| Wohnhaus                                             | Goethestraße 10b Lage | 1908                                | ehemaliges Direktorenwohnhaus; Putzbau mit dreigeschossigem Giebel, Jugendstil-Motive, 1908, Architekt wohl Georg Metzler | weitere Bilder Fotos hochladen |
| Ortskrankenkasse                                     | Goethestraße 24 Lage | nach 1900                           | sandsteingegliederter Putzbau, Jugendstil, bald nach 1900, Architekt Philipp Neiss, Worms | weitere Bilder Fotos hochladen |
| Wohnhaus                                             | Goethestraße 26 Lage | 1903                                | Wohnhaus, neugotische und Jugendstil-Motive, 1903, Architekt Jakob Staab | Fotos hochladen                |
| Wohnhaus                                             | Große Fischerweide 24 Lage                                                                                                  | 1738                                | spätbarockes Zeilenwohnhaus, teilweise Fachwerk (verputzt), Mansarddach, im Scheitelstein mit Fischerzunftzeichen bezeichnet 1738 | Fotos hochladen                |
| Wohnhaus                                             | Gutenbergstraße 17 Lage | nach 1900                           | dreigeschossiges Wohnhaus, Neurenaissance, bald nach 1900, Jugendstil-Umfriedung | Fotos hochladen                |
| Wohnhäuser                                           | Gymnasiumstraße 8/10 Lage                                                                                                   | um 1875                             | neuklassizistische Wohnhäuser mit Giebelrisaliten, um 1875 | Fotos hochladen                |
| Mühlenbetrieb Baruch und Schönfeld (Nibelungenmühle) | Hafenstraße 8 Lage | 1920er Jahre                        | zweiteiliger Gebäudekomplex, 1920er Jahre; langgestreckter Hauptbau, teilweise Beton, Jugendstil-Motive, Lagersilo mit korbbogigem Dach | Fotos hochladen                |
| Wohnhaus                                             | Hafenstraße 11/13 Lage | gegen 1910                          | dreigeschossiges Jugendstil-Doppelhaus mit Mansarddach, gegen 1910 | Fotos hochladen                |
| Stadtmauer                                           | Hagenstraße, hinter Nr. 52 Lage                                                                                             |                                     | Stadtmauerrest in 30 m Länge als Grundstücksmauer zu Nr. 50 | Fotos hochladen                |
| Wohnhaus                                             | Hagenstraße 62 Lage | 1900                                | dreigeschossiges Wohnhaus, sandsteingegliederter Ziegelbau, Neurenaissance-Motive, bezeichnet 1900 | Fotos hochladen                |
| Wohnhaus                                             | Hammanstraße 2 Lage | 1924/25                             | dreigeschossiges Eckhaus, Jugendstilanklänge, 1924/25 | Fotos hochladen                |
| Geschäftshaus                                        | Hardtgasse 1 Lage | 1900                                | Geschäftshaus, Jugendstilformen, 1900; 1946 leicht verändert wiederhergestellt | weitere Bilder Fotos hochladen |
| Amtsgericht                                          | Hardtgasse 6 Lage | 1893                                | neubarocker dreiflügeliger Repräsentativbau mit Mansarddächern, 1893, Mittelteil Anfang des 20. Jahrhunderts erhöht | Fotos hochladen                |
| Mayfels                                              | Haspelgasse, zu Nr. 2 Lage                                                                                                  | um 1200                             | Stumpf und Fundament des Stadtmauerturms, um 1200 | Fotos hochladen                |
| Stadtmauer                                           | Haspelgasse, hinter Nr. 4–10 (gerade Nummern) Lage                                                                          |                                     | Rest der Stadtmauer mit Zinnen und Schießscharten | Fotos hochladen                |
| Synagoge                                             | Hintere Judengasse 4 Lage                                                                                                   | 1034                                | Stifterinschrift der ersten Synagoge, bezeichnet 1034; Männersynagoge: Bruchsteinbau, 1174/75, nach Beschädigungen 1349, 1615/20 und 1689 um 1700 wiederhergestellt, nach Brandstiftung 1938, Mauereinsturz 1942 und Bombenschäden 1945 Wiederherstellung 1949 und 1958–61 unter Verwendung des originalen Materials; Frauensynagoge: Einstützenhalle, Bruchstein, 1212/13, Beschädigungen, Zerstörungen und Wiederaufbau analog der Männersynagoge; Talmud-Lehrhaus, sogenannte Raschi-Kapelle: Rechteckraum mit halbkreisförmigem Schluss, 1623/24, nach Brandstiftung und Sprengung 1958–60 wiederaufgebaut; Mikwe: unterirdische Badeanlage, Sandstein, 1185/86; Synagogenvorhof, Synagogengarten | weitere Bilder Fotos hochladen |
| Gewölbekeller                                        | Hintere Judengasse, in Nr. 6 Lage                                                                                           | zweite Hälfte des 14. Jahrhunderts  | im Raschi-Haus; zwei Gewölbekeller, zweite Hälfte des 14. Jahrhunderts | weitere Bilder Fotos hochladen |
| Wohnhaus                                             | Hochheimer Straße 26; Diesterwegstraße 16 Lage                                                                              | um 1905                             | repräsentatives dreigeschossiges Eckwohnhaus, historisierender Putzbau, um 1905 | Fotos hochladen                |
| Wohnhaus                                             | Hochheimer Straße 27 Lage                                                                                                   | um 1905                             | villenartiges Wohnhaus, neugotische und Neurenaissance-Motive, um 1905 | Fotos hochladen                |
| Verwaltungs- und Wohngebäude                         | Hochheimer Straße 33/35 Lage                                                                                                | 1923                                | ehemaliges Kreisgesundheitsamt mit Beamtenwohnungen; stattlicher Putzbau mit Mansardwalmdach, 1923, Hessisches Hochbauamt der Stadt Worms | weitere Bilder Fotos hochladen |
| Villa                                                | Hochheimer Straße 49 Lage                                                                                                   | 1925                                | stattliche neuklassizistische Walmdach-Villa, 1925 | Fotos hochladen                |
| Wohnhaus                                             | Humboldtstraße 4 Lage | gegen 1900                          | dreigeschossiges Wohnhaus, sandsteingegliederter Ziegelbau, Neurenaissance, gegen 1900 | Fotos hochladen                |
| Wohn- und Geschäftshaus                              | Humboldtstraße 11; Steinstraße 21 Lage                                                                                      | um 1890                             | dreigeschossiges neuklassizistisches Eckwohn- und Geschäftshaus, um 1890 | Fotos hochladen                |
| Jahndenkmal                                          | Jahnplatz Lage | 1906                                | Hermenpilaster mit steinerner Büste auf Podest aus rotem Granit, Bildhauer Ernst Müller-Braunschweig, Charlottenburg, 1906 | Fotos hochladen                |
| Stadtmauer                                           | Judengasse, in Nr. 3 Lage                                                                                                   |                                     | Rest der mittelalterlichen Stadtmauer mit neugotischer Pforte und spitzbogiger Schießscharte | weitere Bilder Fotos hochladen |
| Haus Zum schwarzen Bär                               | Judengasse 11 Lage | 14. Jahrhundert                     | dreigeschossiges Wohnhaus, im Kern spätmittelalterlich, Gewölbekeller wohl aus dem 14. Jahrhundert | Fotos hochladen                |
| Haus Zum Hufeisen                                    | Judengasse 13 Lage |                                     | stattliches dreigeschossiges Wohn- und Geschäftshaus, im Kern mittelalterlich, Umbauten des 18. und 19. Jahrhunderts; an der Rückseite (Herta-Mansbacher-Anlage 6): Rest der spätmittelalterlichen Stadtmauer mit Spolien | Fotos hochladen                |
| Haus Zur Kante                                       | Judengasse 16/18 Lage | 17. oder 18. Jahrhundert            | stattliches dreigeschossiges Doppelwohnhaus, 17. oder 18. Jahrhundert, mittelalterlicher Gewölbekeller | Fotos hochladen                |
| Ziegelturm                                           | Judengasse, hinter Nr. 17 Lage                                                                                              |                                     | Ziegelturm der mittelalterlichen Stadtmauer; zweigeschossiger Sandsteinturm, staufische Buckelquader | Fotos hochladen                |
| Stadtmauer                                           | Judengasse, in Nr. 21 Lage                                                                                                  |                                     | Rest der mittelalterlichen Stadtmauer | weitere Bilder Fotos hochladen |
| Stadtmauer                                           | Judengasse, in Nr. 23 Lage                                                                                                  |                                     | Rest der mittelalterlichen Stadtmauer | weitere Bilder Fotos hochladen |
| Stadtmauer                                           | Judengasse, in Nr. 25 Lage                                                                                                  |                                     | Rest der mittelalterlichen Stadtmauer | weitere Bilder Fotos hochladen |
| Wohnhaus                                             | Judengasse 26 Lage | vor 1689                            | Wohnhaus mit barocken Elementen, Gewölbekeller, vor 1689 | Fotos hochladen                |
| Wohnhaus                                             | Judengasse 28 Lage |                                     | Wohnhaus mit barocken Elementen | Fotos hochladen                |
| Stadtmauer                                           | Judengasse, in Nr. 35 Lage                                                                                                  |                                     | mittelalterliche Stadtmauer in voller Höhe als feldseitige Fassade erhalten | weitere Bilder Fotos hochladen |
| Haus Zum roten Apfel                                 | Judengasse 37; Herta-Mansbacher-Anlage 22 Lage                                                                              | 18. Jahrhundert                     | dreigeschossiges barockes Wohnhaus, teilweise Fachwerk (verputzt), 18. Jahrhundert, um 1900 verändert; an der Rückseite (Herta-Mansbacheranlage 22): Rest der spätmittelalterlichen Stadtmauer | Fotos hochladen                |
| Haus Zur Büchs                                       | Judengasse 39 Lage | um 1620                             | auch Guggenheim-Haus; dreigeschossiges Wohnhaus, sandsteingegliederter Putzbau, um 1620; die Stadtmauer überbaut, ursprünglich Wehrgang im zweiten Obergeschoss | Fotos hochladen                |
| Stadtmauer                                           | Judengasse, in Nr. 41 Lage                                                                                                  |                                     | Rest der mittelalterlichen Stadtmauer, zugemauerter Spitzbogen | weitere Bilder Fotos hochladen |
| Stadtmauer                                           | Judengasse, in Nr. 43 Lage                                                                                                  |                                     | Rest der mittelalterlichen Stadtmauer, zugesetzte Fensteröffnungen | weitere Bilder Fotos hochladen |
| Haus Hüttenbach                                      | Kämmererstraße 22 Lage | 1902                                | erstes Obergeschoss mit Jugendstildekorationen, 1902, Architekten Rindsfüsser & Kühn, Frankfurt | weitere Bilder Fotos hochladen |
| Wambolder Hof                                        | Kämmererstraße 42 Lage | 1710                                | Wohn- und Geschäftshaus, dreigeschossiger Mansarddachbau, 1710, Architekt Johann Maximilian von Welsch; Allianzwappen Dalberg-Angeloch, 1570, und Wambold-Schönborn, 1670 | Fotos hochladen                |
| Torbogen                                             | Kämmererstraße, in Nr. 50 Lage                                                                                              | Anfang des 17. Jahrhunderts         | ehemaliger Dalberger Hof; Rest des Renaissance-Torbogens, Anfang des 17. Jahrhunderts | BW                             |
| Kanonikerhaus des Martinstifts                       | Kämmererstraße 53 Lage | 18. Jahrhundert                     | barocker Mansardwalmdachbau, 18. Jahrhundert | weitere Bilder Fotos hochladen |
| Wohnhaus des Martinsstifts                           | Kämmererstraße 57 Lage | 18. Jahrhundert                     | barocker Mansarddachbau, rückwärtig halbrunder Treppenturm, 18. Jahrhundert | Fotos hochladen                |
| Haus Martinspforte                                   | Kämmererstraße 60 Lage | 1904                                | auch Alte Stadtapotheke; dreigeschossiger Putzbau, turmartige Eckgestaltung analog der mittelalterlichen Martinspforte, 1904, Architekt Georg Metzler | Fotos hochladen                |
| Wohnhaus                                             | Kämmererstraße 67 Lage |                                     | traufständiger Barockbau mit Torfahrt, Zunftzeichen der Fischer und Schiffer | Fotos hochladen                |
| Nibelungenschule                                     | Karl-Hofmann-Anlage 2 Lage                                                                                                  | 1900                                | historisierender Baukomplex aus zwei Schulgebäuden und Wohnhaus, 1900, Architekt Karl Hofmann; rustizierter Sandsteinquaderbau mit Torturm, „Nibelungenstil“, dreigeschossiger Schulhaustrakt mit Arkadengang und Walmdächern, Wohnhaus für Schuldiener und Inspektor; Erweiterung des Torbaus, Jugendstil, 1910, Architekt Georg Metzler | weitere Bilder Fotos hochladen |
| Wasserturm                                           | Karlsplatz 1 Lage | 1890                                | neuromanischer Rundturm im „Nibelungenstil“, Zeltdach mit Türmchen, 1890, Architekt Karl Hofmann; mit technischer Ausstattung; stadtbildprägend | weitere Bilder Fotos hochladen |
| Eleonoren-Gymnasium                                  | Karlsplatz 3 Lage | 1904/6                              | späthistoristischer dreigeschossiger Gelbsandsteinbau, Jugendstil-Motive, bezeichnet 1904/6, Architekt Georg Metzler; bauzeitliche Turnhalle; Direktorenwohnhaus (Ulrich-von-Huttenstraße 2) mit Eckerker, 1907, Architekt Georg Metzler | Fotos hochladen                |
| Evangelische Lutherkirche                            | Karlsplatz 5 Lage | 1910–12                             | werksteingegliederter Putzbau mit Walmdach, Turm mit Kuppelhaube, 1910–12, Architekt Friedrich Pützer, Darmstadt; Ausstattung von Ludwig Habich, Augusto Varnesi, Otto Hupp, Ernst Riegel; Gesamtanlage mit Torbau und Pfarrhaus mit Gemeinderäumen (Friedrich-Ebert-Straße 45) | weitere Bilder Fotos hochladen |
| Finanzamt                                            | Karlsplatz 6 Lage | 1920er Jahre                        | dreigeschossiger Walmdachbau, expressionistische Motive, 1920er Jahre | Fotos hochladen                |
| Wohnhaus                                             | Karmeliterstraße 1 Lage | um 1875                             | stattliches dreigeschossiges Wohnhaus, Neuklassizismus, um 1875 | weitere Bilder Fotos hochladen |
| Wohnhaus                                             | Karmeliterstraße 2/4 Lage                                                                                                   | um 1890                             | repräsentatives dreigeschossiges Doppelhaus, Neubarock, um 1890 | weitere Bilder Fotos hochladen |
| Karmeliter-Grundschule                               | Karmeliterstraße 3 Lage | 1871–76                             | neuklassizistischer Putzbau, 1871–76, Architekt Ludwig Euler | Fotos hochladen                |
| Villa Enzinger                                       | Karmeliterstraße 6 Lage | gegen 1885                          | repräsentativer gründerzeitlicher Sandsteinquaderbau für Lorenz Adalbert Enzinger mit ehemaligem Wasserturm mit Eckerkern, gegen 1885, Architekt Wilhelm Manchot, Mannheim | Fotos hochladen                |
| Wohnhaus                                             | Karolingerstraße 7, 9, 11 Lage                                                                                              | 1928                                | Mietwohnungshaus, dreigeschossiger sandsteingegliederter Gebäudekomplex, bezeichnet 1928, Architekt Johannes Müller | Fotos hochladen                |
| Wohnhaus                                             | Kasernengasse 16/18 Lage | 18. Jahrhundert                     | eingeschossiger barocker Hauskomplex mit Mansardwalmdach, 18. Jahrhundert | weitere Bilder Fotos hochladen |
| Wohnhaus                                             | Kleine Wollgasse 1 Lage | 18. Jahrhundert                     | barockes Eckwohnhaus, 18. Jahrhundert | Fotos hochladen                |
| Handwerkszeichen                                     | Kleine Wollgasse, an Nr. 3 Lage                                                                                             | 18. Jahrhundert                     | Wappen am barocken Türsturz, 18. Jahrhundert | Fotos hochladen                |
| Ehemaliges Wasserwerk                                | Klosterstraße 18 Lage | 1889                                | ehemaliges Wasserwerk, straßenseitig neugotische Giebelwand, 1889, Architekt Karl Hofmann | Fotos hochladen                |
| Ehemaliges Elektrizitätswerk                         | Klosterstraße 23 Lage | 1901                                | anspruchsvoller Industriebaukomplex, neuromanische und Jugendstilmotive, 1901, Architekt Georg Metzler | Fotos hochladen                |
| Wohnhaus                                             | Köhlerstraße 7 Lage | 1899                                | Wohnhaus, Elemente von Historismus und Landhausstil, 1899, Architekt Hermann Haldenwang | Fotos hochladen                |
| Wohn- und Geschäftshaus                              | Köhlerstraße 14 Lage | nach 1900                           | aufwendiges historistisches Eckwohn- und Geschäftshaus, dreigeschossiger sandsteingegliederter Putzbau, bald nach 1900, Architekt Adolf Fuhrmann | Fotos hochladen                |
| Wohn- und Geschäftshaus                              | Kriemhildenstraße 6 Lage | gegen 1900                          | ehemals Ehrichs Brauerei-Akademie; stattlicher dreigeschossiger späthistoristischer Putzbau, gegen 1900; straßenbildprägend | Fotos hochladen                |
| Wohnhaus                                             | Kriemhildenstraße 8 Lage | gegen 1880                          | repräsentativer dreigeschossiger neuklassizistischer Ziegelbau mit neubarocken Motiven, gegen 1880 | Fotos hochladen                |
| Wohnhaus                                             | Kriemhildenstraße 14/Rathenaustr. 16 Lage                                                                                   | bald nach 1885                      | mächtiges viergeschossiges Eckwohnhaus, sandsteingegliederter Putzbau, neoklassizistische Motive. Mezzanin etwas jünger | Fotos hochladen                |
| Küchler-Denkmal                                      | Küchlerplatz Lage | 1904                                | Bronzestandbild auf Granitsockel, 1904 von Johannes Hirt | Fotos hochladen                |
| Wohn- und Geschäftshaus                              | Kyffhäuserstraße 11 Lage | nach 1900                           | historisierendes Eckwohn- und Geschäftshaus, Gaststätte, bewegte Dachlandschaft, bald nach 1900 | Fotos hochladen                |
| Wohnhaus                                             | Liebfrauenring 17 Lage | 1903                                | Eckhaus mit Eckerker und Fachwerkgiebel, 1903, Architekt Jakob Staab | Fotos hochladen                |
| Pfarrhaus der Liebfrauengemeinde                     | Liebfrauenring 21 Lage | gegen 1902                          | dreigeschossiger neugotischer sandsteingegliederter Putzbau, gegen 1902, neugotische Muttergottes mit Kind | Fotos hochladen                |
| Wohnhaus                                             | Liebfrauenstift 9 Lage | Ende des 18. Jahrhunderts           | eingeschossiges barockes Wohnhaus mit Krüppelwalmdach, wohl vom Ende des 18. Jahrhunderts | BW                             |
| Portal                                               | Liebfrauenstift, an Nr. 19 Lage                                                                                             |                                     | Portal, bezeichnet 1717, am letzten erhaltenen Stiftsherrenhaus des Liebfrauenstifts, im Kern aus dem 18. Jahrhundert | Fotos hochladen                |
| Wohnhaus                                             | Liebfrauenstift 20 Lage | 18. Jahrhundert                     | U-förmiges, sandsteingegliedertes Wohnhaus mit Walmdächern, 18. Jahrhundert; gotische Muttergottes mit Kind, um 1360 (heute innen); Kanonikergrabsteine des 16. Jahrhunderts | Fotos hochladen                |
| Katholische Liebfrauenkirche und -stift              | Liebfrauenstift 22 Lage | um 1310                             | Pfeilerbasilika mit Doppelturmfassade, Westportal um 1310, Langhaus 1380 vollendet, Chor ab 1381, Türme, Kreuzgang, St. Jodokuskapelle und Sakristeiobergeschoss 1450–65; Südportal des Vorgängers 1276; an der Nordseite Kreuzigungsgruppe, Maria und Johannes, Anfang des 18. Jahrhunderts, Schule des Paul Egell; an der Südwand Beweinung Christi, 1919 von Bildhauer Heinrich Waderé, München (Kriegerdenkmal 1914/18); vom Stiftsbezirk erhalten: westliche und südliche Umfassungsmauer des gotischen Kreuzgangs; in den Stiftsweinbergen spätgotische Schutzmantelmadonna, um 1460 | weitere Bilder Fotos hochladen |
| Wohnhaus                                             | Lortzingstraße 8/10 Lage | 1910                                | Doppelhaus, Landhausstil mit Jugendstilmotiven, 1910 | BW                             |
| Denkmal für Großherzog Ludwig IV.                    | Ludwigsplatz Lage | 1895                                | Obelisk, Muschelkalk, 1895, Architekt Karl Hofmann | weitere Bilder Fotos hochladen |
| Kindergarten                                         | Ludwigstraße 31 Lage | 1888/89                             | ehemaliges Eichamt; historisierender sandsteingegliederter Putzbau mit Walmdach, 1888/89, Architekt Karl Hofmann; in der Hagenstraße anschließend eingeschossige Fasshalle und Fasseiche | Fotos hochladen                |
| Stadtmauer                                           | Luginsland, hinter Nr. 4 und 6 Lage                                                                                         |                                     | Rest der mittelalterlichen Stadtmauer | Fotos hochladen                |
| Wergers Schlößchen                                   | Luginsland, zu Nr. 22 Lage                                                                                                  | gegen 1890                          | zum Willy-Brandt-Ring in drei Geschossen ursprünglicher, neuromanischer Eckturm der kriegszerstörten stattlichen Gründerzeitvilla „Wergers Schlößchen“, gegen 1890, Architekt Gustav Vetter; geknickte Treppenanlage zum Stadtgraben | Fotos hochladen                |
| Wohnhaus                                             | Luisenstraße 2a Lage | ab 1960                             | viergeschossiges Eckhaus, abgerundete Ecke mit Fensterbändern, ab 1960, Architekt Hanns-Joachim Strich | Fotos hochladen                |
| Lutherdenkmal                                        | Lutherplatz Lage | 1856–68                             | aufwendige dreiseitige Anlage, Syenit, Bronzefiguren, 1856–68, Entwurf durch Bildhauer Ernst Rietschel, Pulsnitz | weitere Bilder Fotos hochladen |
| Wohnhaus                                             | Lutherring 27/29 Lage | um 1870                             | repräsentatives neuklassizistisches Doppelhaus mit neubarocken Motiven, um 1870 | Fotos hochladen                |
| Wohnhaus                                             | Mähgasse 5 Lage | spätes 18. Jahrhundert              | zweigeschossiges barockes Wohnhaus, spätes 18. Jahrhundert; nach Kriegszerstörung vereinfacht wiederhergestellt | Fotos hochladen                |
| Schlussstein                                         | Mähgasse, an Nr. 9 Lage | um 1600                             | Schlussstein, Maskenkopf, Renaissance, um 1600 | Fotos hochladen                |
| Portal                                               | Mainzer Straße, an Nr. 20 Lage                                                                                              | um 1780                             | barockes Portal der Eulenburg, mit gebrochenem Giebel, um 1780 | BW                             |
| Wohnhaus                                             | Mainzer Straße 24 Lage | um 1890                             | späthistoristisches Wohnhaus, Zwerchhaus mit Treppengiebel, um 1890, bauzeitliche Werkstattgebäude | BW                             |
| Gerechtigkeitsbrunnen                                | Marktplatz Lage | 1778                                | von spätbarocken Skulpturen flankierter Sandsteinpfeiler, 1778, Justitiafigur 1908 erneuert | Fotos hochladen                |
| Siegfriedbrunnen                                     | Marktplatz Lage | 1913                                | siebeneckiges Bassin, Kuppelbau mit Türmchen, Siegfried-Statue, 1913, Architekt Adolf von Hildebrand | weitere Bilder Fotos hochladen |
| Rathaus                                              | Marktplatz 2; Hagenstraße 3 Lage                                                                                            | 1956–58                             | viergeschossiger Walmdachbau mit offener Halle und Uhrturm, 1956–58, Architekt Rudolph Lempp, Stuttgart; Reste des spätgotischen Rathauses, offene Arkadenhalle, bezeichnet 1600 und 1672, Pforte zur Bürgerhofgasse, zur Hagenstraße Fenster von 1537; Wiederherstellung des östlichen Gebäudetrakts, Neurenaissance/Neubarock, 1883/84, Architekt Gabriel von Seidl; zweiteiliger Verbindungstrakt, 1908–10, Architekt Theodor Fischer | weitere Bilder Fotos hochladen |
| Haus zur Münze                                       | Marktplatz 10 Lage | 1963                                | viergeschossiger Walmdachbau, Beton und Sandsteinplatten, säulengetragener verglaster Vorbau, 1963, Architekt Gernot Heyl; Skulpturen, 1910 von Georg Wrba, Dresden | weitere Bilder Fotos hochladen |
| Evangelische Dreifaltigkeitskirche                   | Marktplatz 12 Lage | 1709–25                             | barocker Saalbau, 1709–25, Architekt Villiancourt, Frankenthal, nach Kriegszerstörung Wiederaufbau, Architekten Otto Bartning und Otto Dörzbach, Heidelberg; mit Ausstattung | weitere Bilder Fotos hochladen |
| Geschäftshaus                                        | Martinsgasse 1 Lage | um 1890                             | ehemals Pfälzische Bank; repräsentativer dreigeschossiger Gründerzeitbau, um 1890 | Fotos hochladen                |
| Gefängnis                                            | Martinsgasse 2 Lage | 1890er Jahre                        | mehrgeschossiger Ziegelbau, 1890er Jahre | weitere Bilder Fotos hochladen |
| Katholische Martinskirche und -stift                 | Martinsgasse 4, 6, 8 Lage                                                                                                   | erstes Viertel des 11. Jahrhunderts | dreischiffige Basilika, begonnen wohl im ersten Viertel des 11. Jahrhunderts, spätromanische Erneuerung, spätes 12. oder frühes 13. Jahrhundert, frühgotisches Westportal mit Renaissance-Rahmung, 1625, Turmhaube bald nach 1700; Stiftsgebäude (Martinsgasse 6 und 8): barockes Wohnhaus, 18. Jahrhundert; dreigeschossiges Treppengiebelhaus, 1891 gotisierend überformt; gotische Arkaden des nördlichen Kreuzgangflügels, Ende des 13. Jahrhunderts | weitere Bilder Fotos hochladen |
| Stadtmauer                                           | Martinsgasse, hinter Nr. 23/25 Lage                                                                                         |                                     | spätmittelalterliche Stadtmauer in nahezu voller Höhe erhalten, einfaches Bruchsteinmauerwerk | Fotos hochladen                |
| Wohnhaus                                             | Mathildenplatz 5 Lage | 1893                                | Wohnhaus, dreigeschossiger sandsteingegliederter Ziegelbau, Neurenaissance-Motive, bezeichnet 1893 | BW                             |
| Wohnhaus                                             | Mathildenplatz 7, Mathildenstraße 1 Lage                                                                                    | gegen 1900                          | historisierender Mehrfamilienhauskomplex, dreigeschossiger sandsteingegliederter Ziegelbau, Nr. 7 gegen 1900, Nr. 1 wenig später | Fotos hochladen                |
| Wohnhaus                                             | Meixnerstraße 8 Lage | gegen 1890                          | Wohnhaus des Architekten Hermann Haldenwang; neuklassizistischer sandsteingegliederter Putzbau, gegen 1890, Jugendstil-Fensterumrahmungen im Obergeschoss, bezeichnet 1904, von Haldenwang | Fotos hochladen                |
| Villa                                                | Mozartstraße 4/6 Lage | 1909                                | anspruchsvolle Doppelvilla, Jugendstil, 1909, Architekt Georg Metzendorf | Fotos hochladen                |
| Wohnhaus                                             | Mozartstraße 11/13 Lage | Anfang des 20. Jahrhunderts         | Doppelwohnhaus mit Mansarddach, Anfang des 20. Jahrhunderts, Architekt Heinrich Metzendorf | Fotos hochladen                |
| Villa                                                | Mozartstraße 14 Lage | 1916                                | anspruchsvoll dekorierte Jugendstil-Villa mit Walmdach, 1916 | Fotos hochladen                |
| Adlerapotheke                                        | Neumarkt 1, Andreasstraße 2 Lage                                                                                            | frühes 18. Jahrhundert              | Neumarkt 1: dreigeschossiges Eckwohnhaus, sehr stattlicher barocker Mansardwalmdachbau, frühes 18. Jahrhundert; Andreasstr. 2: barockes Wohnhaus, rückwärtige Torfahrt, 18. Jahrhundert | Fotos hochladen                |
| Wohnhaus                                             | Neumarkt 7 Lage |                                     | kleines Barockhaus | Fotos hochladen                |
| Nibelungenbrücke                                     | Nibelungenbrücke Lage | 1953                                | Spannbetonbrücke, 1953, Architekten Gerd Lohmer, Köln, und Ulrich Finsterwalder, München; Vorlandbrücke bzw. Auffahrt von 1900, originale Senkkästen | weitere Bilder Fotos hochladen |
| Brückenturm                                          | Nibelungenbrücke 1 Lage | 1900                                | monumentaler neuromanischer Turm, „Nibelungenstil“, 1900, Architekt Karl Hofmann, Ornamente des Rundbogens von Augusto Varnesi, Darmstadt | weitere Bilder Fotos hochladen |
| Haus Zum Kapuziner                                   | Nibelungenring 55, Neuturmstraße 16 Lage                                                                                    | 1893                                | Wohnhaus, dreigeschossiger Putzbau mit Arkadengang, „Nibelungenstil“, 1893, Architekt Staab; Gaststättenanbau und Eckturm mit neugotischen Motiven | Fotos hochladen                |
| Städtisches Hafenamt                                 | Nibelungenring 60 Lage | 1901/02                             | ehemaliges Städtisches Hafenamt, später Rhenania-Verwaltungsgebäude; Sandsteinquaderbau, teilweise Fachwerk, Walmdach, „Nibelungenstil“, 1901/02, Architekt Georg Metzler | Fotos hochladen                |
| Wohnhaus                                             | Noltzstraße 2 Lage | 1911                                | dreigeschossiges Wohnhaus, Jugendstilanklänge, 1911 | Fotos hochladen                |
| Wohnhaus                                             | Noltzstraße 2a Lage | Anfang des 20. Jahrhunderts         | Eckwohnhaus, neubarock geprägter Jugendstil, Anfang des 20. Jahrhunderts | Fotos hochladen                |
| Stadtmauer mit Raschitor und Scharfrichterturm       | Nordanlage Lage |                                     | fünf Mauerjoche der mittelalterlichen Stadtmauer mit Zinnen und Strebebögen für den rekonstruierten Fachwerkwehrgang; beim Durchbruch der Karolingerstraße 1907/08 eingefügtes Raschitor mit spitzbogiger Durchfahrt; rechteckiger Scharfrichterturm, Eckquaderung | Fotos hochladen                |
| Mahnmal für die Opfer des Faschismus                 | Otto-Wels-Platz Lage | 1950                                | kreisförmige Säulenstellung, Kubus mit Bronzeschale, 1950 | weitere Bilder Fotos hochladen |
| Villa                                                | Parkstraße 3/5 Lage | um 1900                             | Doppelvilla, Landhausstil, um 1900, Architekt Hermann Haldenwang | Fotos hochladen                |
| Villa Sonneck                                        | Parkstraße 7 Lage | 1909                                | Villa auf bewegtem Grundriss, neugotische und Neurenaissance-Motive, hölzerne Wintergartenanbauten, 1909, Architekt Adolf Fuhrmann | Fotos hochladen                |
| Katholische Pauluskirche und -stift                  | Paulusplatz 3 und 5 Lage | nach 1002                           | Bruchsteinsaalbau; Rechteckchor und Westtürme bald nach 1002, gemauerte Kuppelhelme wohl gegen 1150, Apsis gegen 1200, Westbau um 1220/30, Langhaus nach 1945 in den Formen des frühen 18. Jahrhunderts wiederhergestellt; Stiftsgebäude: östlicher Kreuzgangflügel teilweise noch von 1002, Renaissancefenster des 16. Jahrhunderts, Sakristei mit Wandmalereien des frühen 14. Jahrhunderts; im Innenhof Brunnen (ehemaliger Taufstein), wohl aus dem 15. Jahrhundert | weitere Bilder Fotos hochladen |
| Wohnhaus                                             | Paulusstraße 4 Lage | 18. Jahrhundert                     | barockes Eckwohnhaus mit Mansardwalmdach, im Kern aus dem 18. Jahrhundert | Fotos hochladen                |
| Gaststätte Bauhof                                    | Paulusstraße 17 Lage | 18. Jahrhundert                     | ehemalige Gaststätte, jetzt Wohnhaus; dreigeschossiger Putzbau, barocke und klassizistische Motive, im Kern aus dem 18. Jahrhundert, Umbau in der ersten Hälfte des 19. Jahrhunderts | Fotos hochladen                |
| Stadtmauer                                           | Pfauenpforte, hinter Nr. 9 Lage                                                                                             |                                     | Stadtmauerrest der staufischen Erweiterung in 2 m Höhe erhalten | BW                             |
| Bindturm                                             | Pfauentorstraße, hinter Nr. 9 Lage                                                                                          |                                     | südöstlicher Eckturm der Stadtmauer, anschließend Stadtmauer | BW                             |
| Prinz-Carl-Anlage                                    | Prinz-Carl-Anlage 3, 8, 9, 10, 14, 15, 20, 22, 24, 25, 30, 31, 33, 36, 39, 42, Mainzer Straße 41, Bensheimer Straße 2a Lage | ab 1895                             | ehemalige Kaserne des Großherzoglich-Hessischen 118er Regiments mit Exerzierplatz und Umfriedung; Komplex aus drei- und viergeschossigen Gebäuden, neugotische und Neurenaissance-Motive, ab 1895; Garnisonskirche, 1950er Jahre; bauliche Gesamtanlage | weitere Bilder Fotos hochladen |
| Villa                                                | Rathenaustraße 4 Lage | 1913                                | Walmdach-Villa, sachlich gehaltene Jugendstil-Motive, umlaufend Kopien aus dem Parthenonfries, 1913 | Fotos hochladen                |
| Städtisches Spiel- und Festhaus                      | Rathenaustraße 11 Lage | 1966                                | Theater, Zweidrittelkreis, davor zweigeschossiges Foyer mit verglastem Erdgeschoss, säulengetragenem Obergeschoss, rechteckige Eingangshalle, 1966, Architekt Gernot Heyl; mit Ausstattung | Fotos hochladen                |
| Wohnhaus                                             | Rathenaustraße 15 Lage | nach 1890                           | villenartiges neugotisches Wohnhaus mit bewegter Dachlandschaft (im Verbund mit Nr. 17), bald nach 1890, Architekt Ludwig Hofmann | Fotos hochladen                |
| Wohnhaus                                             | Rathenaustraße 17 Lage | um 1890                             | villenartiges neugotisches Wohnhaus mit bewegter Dachlandschaft (im Verbund mit Nr. 15), um 1890, Architekt Ludwig Hofmann; straßenbildprägend | Fotos hochladen                |
| Wohnhaus                                             | Rathenaustraße 18 Lage | nach 1890                           | großbürgerliches viergeschossiges Wohnhaus, neubarocker Gelbsandsteinquaderbau, bald nach 1890 | Fotos hochladen                |
| Wohnhaus                                             | Rathenaustraße 23 Lage | 1900                                | dreigeschossiges Wohnhaus, historisierender Rotsandsteinquaderbau, bezeichnet 1900 | Fotos hochladen                |
| Wohn- und Geschäftshaus                              | Rathenaustraße 27 Lage | 1904/05                             | hervorragendes viergeschossiges Jugendstil-Wohn- und Geschäftshaus, Gelbsandsteinbau, 1904/05, Architekt Albert Reinmann, Mainz | Fotos hochladen                |
| Wohn- und Geschäftshaus                              | Rathenaustraße, an Nr. 29 Lage                                                                                              | gegen 1900                          | dreigeschossiges historisierendes Gebäude, gegen 1900, mit aufwendig gestalteter Mittelachse | Fotos hochladen                |
| Wohnhaus                                             | Rathenaustraße 31 Lage | nach 1890                           | dreigeschossiges Wohnhaus, gründerzeitlicher Sandsteinbau, bald nach 1890 | Fotos hochladen                |
| Remeyer Hof                                          | Remeyerhofstraße 20 Lage | 1706                                | zweigeschossiger Putzbau, barockes Portal mit Schlussstein, bezeichnet 1706. Im Mittelalter Standort des Wilhelmitenkloster St. Remigius | weitere Bilder Fotos hochladen |
| Wohnhaus                                             | Renzstraße 13/15 Lage | gegen 1890                          | neuklassizistisches Doppelhaus, gegen 1890 | BW                             |
| Hauptzollamt                                         | Rheinstraße 1, Karolingerstraße 1 Lage                                                                                      | um 1930                             | dreigeschossiger Walmdachbau, expressionistische Motive, um 1930, rückwärtig Renaissance-Treppenturm, um 1600 | Fotos hochladen                |
| Älterer Krappenbau                                   | Rheinstraße 14 Lage | um 1600                             | ehemals Teil des „Älteren Krappenbaus“; langgestreckter Bau, im Kern um 1600, Renaissance-Treppenturm | BW                             |
| Rheintor                                             | Rheinstraße, unter Nr. 27a Lage                                                                                             |                                     | Fundament des mittelalterlichen Rheintors der Stadtbefestigung | BW                             |
| Wohnhaus                                             | Rheinstraße 50, Am Ziegelofen 19 Lage                                                                                       | 18. Jahrhundert                     | barockes Wohnhaus mit Krüppelwalmdach, 18. Jahrhundert; ehemaliges Gartenhaus, klassizierende Fassade mit Rundbogenfenstern (Am Ziegelofen 19) | Fotos hochladen                |
| Wohn- und Geschäftshaus                              | Rheinstraße 52/54 Lage | 1898                                | neugotisches Wohn- und Geschäftshaus, Frontseite mit Treppengiebel, Nr. 52 bezeichnet 1898, Nr. 54 mit Gaststätte, bezeichnet 1899, Architekt Hermann Haldenwang | BW                             |
| Stadtmauer mit Rheinpförtchen                        | Rheintorgasse Lage |                                     | Stadtmauer mit spitzbogigen Arkaden für den Wehrgang; neuer überdachter Fachwerkwehrgang, gotisches Rheinpförtchen | weitere Bilder Fotos hochladen |
| Gaststätte Rheintorschänke                           | Rheintorplatz 1 Lage | 1903                                | dreigeschossiges Eckwohn- und Geschäftshaus, sandsteingegliederter Mansarddachbau, historistische und Jugendstilmotive, bezeichnet 1903 | BW                             |
| Westendschule                                        | Röderstraße 2 Lage | 1902–04                             | dreigeschossiger sandsteingegliederter Putzbau, Neurenaissance, Jugendstilmotive, Querbau mit Turnhalle und Schuldienerwohnung, Neurenaissance, 1902–04, Architekt Georg Metzler | Fotos hochladen                |
| Villa                                                | Röderstraße 4/6 Lage | 1909                                | Jugendstil-Doppelvilla, 1909; Nr. 4 sandsteingegliederter Putzbau auf unregelmäßigem Grundriss, Nr. 6 mit dreigeschossiger Fassade und Balkon, Bauherr Leonhard Eppelmann, Architekt Süssen | BW                             |
| Villa                                                | Röderstraße 8 Lage | 1909                                | anspruchsvolle Jugendstil-Villa, kubischer Mansardwalmdachbau, 1909, Architekt Heinrich Metzendorf | Fotos hochladen                |
| Villa                                                | Röderstraße 15 Lage | 1905                                | Villa in Jugendstilformen, 1905, Architekt Georg Rohr; Jugendstilumfriedung | Fotos hochladen                |
| Villa                                                | Röderstraße 21 Lage | 1910                                | repräsentative Mansardwalmdach-Villa, Jugendstil-Motive, 1910, Architekt Philipp Neiss | Fotos hochladen                |
| Wohnhaus                                             | Römerstraße 5 Lage | 18. Jahrhundert                     | stattliches barockes Eckwohnhaus mit Mansardwalmdach, 18. Jahrhundert | Fotos hochladen                |
| Portal                                               | Römerstraße, an Nr. 7/9 Lage                                                                                                | 1606                                | Rundbogenportal, bezeichnet 1606 | Fotos hochladen                |
| Sophienstift                                         | Römerstraße 18/20 Lage |                                     | im Kern romanisch-barock; 1898 und 1950 verändert; Treppenturm, bezeichnet 1604, rundbogiges Renaissanceportal | Fotos hochladen                |
| Haus Zur Trommel                                     | Römerstraße 44 Lage | um 1200                             | neunachsiges Eckwohn- und Geschäftshaus, teilweise barock, bezeichnet 1712; nördliche Giebelwand um 1200, gotisches Doppelfenster um 1300 | weitere Bilder Fotos hochladen |
| Wohn- und Geschäftshaus                              | Römerstraße 72 Lage | zweite Hälfte des 18. Jahrhunderts  | Eckwohn- und Geschäftshaus, Barockfassaden mit Rokoko-Motiven, zweite Hälfte des 18. Jahrhunderts | Fotos hochladen                |
| Rotes Haus                                           | Römerstraße 76 Lage | 1624                                | dreigeschossiges sandsteingegliedertes Renaissance-Wohnhaus, bezeichnet 1624, spätgotische Torfahrt | weitere Bilder Fotos hochladen |
| Evangelische Friedrichskirche                        | Römerstraße 78 Lage | 1740–44                             | schlichter barocker Saalbau mit Dachreiter, 1740–44, Architekt Johann Georg Baumgratz, Mannheim | weitere Bilder Fotos hochladen |
| Wohnhaus                                             | Schillerstraße 20 Lage | um 1890                             | neuklassizistisches Wohnhaus, um 1890 | BW                             |
| Brunnen                                              | Schloßplatz Lage |                                     | Nachbildung des Renaissance-Rathausbrunnens in Nürnberg | weitere Bilder Fotos hochladen |
| Verwaltungsgebäude                                   | Schönauer Straße 5 Lage |                                     | ehemaliges Verwaltungsgebäude der Lederfabrik Doerr & Reinhart; dreizehnachsiger, dreieinhalbgeschossiger Walmdachbau mit Attikageschoss, später Jugendstil bzw. Heimatstil, 1923/24, gebaut von Philipp Holzmann, Frankfurt | Fotos hochladen                |
| Wohnhaus                                             | Seidenbenderstraße 15 Lage                                                                                                  | um 1905                             | historisierender sandsteingegliederter Putzbau, teilweise Fachwerk, Jugendstilmotive, um 1905, Architekt Jakob Staab | Fotos hochladen                |
| Wohnhaus                                             | Siegfriedstraße 7 Lage | 1888                                | großbürgerliches Eckwohnhaus, sandsteingegliederter Klinkerbau, teilweise Fachwerk, bezeichnet 1888 | Fotos hochladen                |
| Villa                                                | Siegfriedstraße 9 Lage | um 1890                             | herrschaftliche Neurenaissance-Villa, Sandstein, um 1890 | Fotos hochladen                |
| Villa                                                | Siegfriedstraße 12 Lage | um 1890                             | neuklassizistische Villa, kubischer Sandsteinbau mit Giebelrisalit, um 1890 | Fotos hochladen                |
| Wohnhaus                                             | Siegfriedstraße 19 Lage | um 1890                             | repräsentatives dreigeschossiges Wohnhaus, Neurenaissance- und neubarocke Motive, um 1890 | Fotos hochladen                |
| Wohnhaus                                             | Steinstraße 9 Lage | um 1875                             | neubarockes Eckwohnhaus, um 1875 | Fotos hochladen                |
| Wohnhaus                                             | Stelzengasse 3/5 Lage | 1774                                | stattliches barockes Wohnhaus, bezeichnet 1774 | Fotos hochladen                |
| Torfahrt                                             | Stelzengasse, an Nr. 13 Lage                                                                                                | 18. Jahrhundert                     | Torfahrt, wohl aus dem 18. Jahrhundert; Renaissanceportal, bezeichnet 1610 | Fotos hochladen                |
| Wohnhaus                                             | Sterngasse 4 Lage |                                     | barockes mit Wohnhaus spätgotischem Eingang, Umbauten am Ende des 19. Jahrhunderts und in den 1920er Jahren, barocke Toranlage | Fotos hochladen                |
| Wohnhaus                                             | Sterngasse 10 Lage | um 1700                             | dreigeschossiges Eckhaus, im Kern um 1700, zwei barocke Portale, eines bezeichnet 1700, 1907 Jugendstil-Umbau; straßenbildprägend | Fotos hochladen                |
| Haus Zur Sonne                                       | Synagogenplatz 2 Lage | 1870er Jahre                        | neuklassizistischer Putzbau, 1870er Jahre, mittelalterlicher Keller | Fotos hochladen                |
| Stadtmauer mit Tor- und Bürgerturm                   | Torturmplatz Lage |                                     | stattliches Stück der rheinseitigen staufischen Stadtmauer vom Torturm über das Fischer- oder Lutherpförtchen, den Bürgerturm bis zur Petersstraße; Sandsteinmauer mit Schießscharten und barocken Stadtwappen; 1907 restauriert | Fotos hochladen                |
| Wohnhaus                                             | Ulrich-von-Hutten-Straße 1 Lage                                                                                             | 1905                                | dreigeschossiges Wohnhaus, Nibelungenstil/Jugendstil, bezeichnet 1905, Architekt Adolf Fuhrmann | Fotos hochladen                |
| Wohnhäuser                                           | Ulrich-von-Hutten-Straße 9–13 Lage                                                                                          | um 1905                             | zwei- und dreigeschossiger Wohnhauskomplex, werksteingegliederter Ziegelbau, Neurenaissance- und Jugendstilformen, um 1905 | Fotos hochladen                |
| Haus Zum Silberprenner                               | Valckenbergstraße 18 Lage                                                                                                   |                                     | straßenseitige Fassade des barocken Domherrenhauses | Fotos hochladen                |
| Skulptur                                             | Valckenbergstraße, an Nr. 18 Lage                                                                                           |                                     | Skulptur, wohl barock; rückwärtig am Glaskopf | Fotos hochladen                |
| Torfahrt                                             | Valckenbergstraße, an Nr. 26 Lage                                                                                           | 1700                                | barocke Einfahrt mit Scheitelstein, 1700 (?) | Fotos hochladen                |
| Wohnhaus                                             | Wasserturmstraße 18 Lage | 1899                                | dreigeschossiges späthistoristisches Wohnhaus, bezeichnet 1899 | Fotos hochladen                |
| Wohnhaus                                             | Wasserturmstraße 20 Lage | nach 1900                           | dreigeschossiges Wohnhaus, historisierender Rotsandsteinquaderbau mit Jugendstil-Anklängen, bald nach 1900 | Fotos hochladen                |
| Haus Zum Elephant                                    | Weckerlingplatz 1 Lage | 1703                                | Hofanlage, nach Kriegsschäden erneuert; barockes Portal, bezeichnet 1703, barocke Toranlage, bezeichnet 1707 | Fotos hochladen                |
| Portal                                               | Weckerlingplatz, an Nr. 5 Lage                                                                                              | 1600                                | spätgotische Pforte, bezeichnet 1600 | Fotos hochladen                |
| Ehemalige katholische Andreaskirche und -stift       | Weckerlingplatz 7/9 Lage | 1020                                | Stiftsgebäude und Kirche 1020 unter Einbeziehung der südlichen Stadtmauer beim Christoffelturm; westlicher Kreuzgangflügel, 1180–1200 erneuert, 1242 und um 1300 verändert, 1612 südlicher Kreuzgangflügel gotisierend erneuert; dreischiffige Pfeilerbasilika mit Doppelturmfassade, teilweise noch aus dem frühen 11. Jahrhundert, heutiges Erscheinungsbild im Wesentlichen aus dem späten 12. Jahrhundert, Rokokotympanon (heute nach innen gekehrt) 1783 | weitere Bilder Fotos hochladen |
| Wohnhaus                                             | Weckerlingplatz 14 Lage | 18. Jahrhundert                     | eingeschossiges barockes Wohnhaus mit Mansardkrüppelwalmdach, 18. Jahrhundert | Fotos hochladen                |
| Schmitturm                                           | Weihergasse, hinter Nr. 9 Lage                                                                                              |                                     | zwischen Weihergasse 9 und Weißegasse 8 Schmitturm der Stadtmauer als Grundstücksmauer | Fotos hochladen                |
| Europahaus                                           | Wilhelm-Leuschner-Straße 2 Lage                                                                                             | ab 1949                             | stattliches Geschäfts-, Büro- und Wohnhaus mit Kino; fünfgeschossiger Putzbau mit sechsgeschossigem Turmteil, ab 1949, Architekten Liselotte Blank und Heiner Saxer, Worms | Fotos hochladen                |
| Verkehrshäuschen                                     | Wilhelm-Leuschner-Straße 2a und 2b Lage                                                                                     |                                     | Verkaufspavillons, 1925, Stadtbauamt Worms | Fotos hochladen                |
| Wohnhaus                                             | Wilhelm-Leuschner-Straße 4 Lage                                                                                             | 1885                                | dreigeschossiges neubarockes Zeilenwohnhaus, bezeichnet 1885; im Hinterhof Wohnhaus des 18. Jahrhunderts, Überformung um 1885, barockes Oberlichtportal und Fenster vom Karmeliterkloster | Fotos hochladen                |
| Wohn- und Geschäftshaus                              | Wilhelm-Leuschner-Straße 8 Lage                                                                                             | um 1880                             | dreigeschossiges neubarockes Eckwohn- und Geschäftshaus, um 1880 | Fotos hochladen                |
| Wohnhaus                                             | Wilhelm-Leuschner-Straße 11 Lage                                                                                            | 1880er Jahre                        | dreigeschossiges späthistoristisches Eckhaus, sandsteingegliederter Ziegelbau, 1880er Jahre | Fotos hochladen                |
| Geschäftshaus                                        | Wilhelm-Leuschner-Straße 25 Lage                                                                                            | gegen 1875                          | neuklassizistisches Geschäftshaus, Putzbau mit farbigen Sandsteinteilen, gegen 1875 | Fotos hochladen                |
| Neusatz-Schule                                       | Willy-Brandt-Ring 5 Lage | 1891                                | viergeschossiger neuromanischer Monumentalbau, schwarzer Granit, Rot- und Geldsandstein, „Nibelungenstil“, 1891, Architekt Karl Hofmann | Fotos hochladen                |
| Torfahrt                                             | Wollstraße, an Nr. 1 Lage                                                                                                   |                                     | barocke Hofeinfahrt; im Hof Reste eines mittelalterlichen Bogenfrieses; barocker Kellerabgang | Fotos hochladen                |
| Wohnhaus                                             | Wollstraße 26 Lage | 1698                                | Wohnhaus mit Türsturzrelief, bezeichnet 1698 | Fotos hochladen                |
| Freedhaus                                            | Wollstraße 28 Lage | 18. Jahrhundert                     | repräsentatives barockes Wohnhaus mit Torfahrt, 18. Jahrhundert | Fotos hochladen                |
| Stadtmauer                                           | Wollstraße, zwischen Nr. 60 und 62 Lage                                                                                     |                                     | Stadtmauer als Grundstücksgrenze | BW                             |
| Wohn- und Geschäftshaus                              | Zornstraße 3 Lage | nach 1900                           | späthistoristisches Wohn- und Geschäftshaus, dreigeschossiger sandsteingegliederter Putzbau, bald nach 1900, Architekt Georg Augler | Fotos hochladen                |

## Ehemalige und abgegangene Kulturdenkmäler
Nach dem Erscheinen der Denkmaltopographie 1992 wurde bei den folgenden Kulturdenkmälern der Denkmalschutz aufgehoben (bzw. sie wurden nach 2009 aus dem Denkmalverzeichnis gestrichen) oder sie wurden durch Unglücksfälle zerstört:
| Bezeichnung                  | Lage                     | Baujahr                    | Beschreibung | Bild                           |
| ---------------------------- | ------------------------ | -------------------------- | --- | ------------------------------ |
| Städtischer Viehhof          | Fischmarkt 7 Lage        | 18. Jahrhundert            | ehemaliger städtischer Viehhof; eingeschossiges barockes Wohnhaus, Krüppelwalmdach, 18. Jahrhundert; innen Stuckdecken; steinernes Relief, bezeichnet 1715; für Neubau abgebrochen | Fotos hochladen                |
| Badeanstalt Fürst            | Floßhafenstraße 7a Lage  | 1910                       | auf Pontons schwimmende Anlage mit ausgespartem ehemaligem Freibad, Umkleidekabinen und Caféhaus in Holzbauweise, 1910; 2011 gesunken | Fotos hochladen                |
| Mühle                        | Hafenstraße 16 Lage      | um 1900                    | ehemaliger Mühlenbetrieb; Maschinenhaus, historisierender Ziegelbau mit Zinnengiebeln, um 1900; vor 2015 aus Denkmalliste gelöscht | BW                             |
| Hauptpostamt                 | Kämmererstraße 44 Lage   | um 1950                    | neunachsiger sandsteingegliederter Putzbau, um 1950; abgebrochen für den Neubau eines Einkaufszentrums, dort einige Spolien | BW                             |
| Gaswerk                      | Klosterstraße 14 Lage    | 1889                       | ehemaliges Gaswerk; historisierender gelbsandsteingegliederter Rotsandsteinbau, bezeichnet 1889, Architekt Karl Hofmann; im Hof bauzeitlicher Hallenkomplex, sandsteingegliederter Putzbau; abgebrochen für den Neubau eines Einkaufszentrums                                                                                    | BW                             |
| Wohnhaus                     | Paulusstraße 10 Lage     | Mitte des 19. Jahrhunderts | neuklassizistisches Eckwohnhaus, Mitte des 19. Jahrhunderts, eisernes Hoftor; für Neubau abgebrochen | BW                             |
| Festhausgaststätte           | Rathenaustraße 11 Lage   | 1888/89 sowie 1950         | teilweise abgegangen (erhaltenen Teile siehe oben: Städtisches Spiel- und Festhaus); für den Neubau des Kultur- und Tagungszentrums wurden abgebrochen: - Gaststättentrakt und Mozartsaal des alten Festhauses, 1888/89, Architekt Otto March, Berlin; - sandsteinverblendeter Wintergarten, 1950er Jahre; Architekt Gernot Heyl | BW                             |
| Lederwerke Cornelius Heyl AG | Speyerer Straße 110 Lage | um 1900                    | Fabrikgelände mit zahlreichen Einzelgebäuden und mehrteiligen Gebäudekomplexen, weitgehend Ziegelbauten, vorwiegend um 1900; auf der Südecke festungsartiges dreigeschossiges Fabrikgebäude, Anfang 1920er Jahre, Architekt wohl Ludwig Bruckmann, Worms; wegen zu hoher Sanierungskosten (Altlasten, Bausubstanz) abgebrochen   | weitere Bilder Fotos hochladen |